# Kingston (Massachusetts)
Kingston – miasto w Stanach Zjednoczonych, w stanie Massachusetts, w hrabstwie Plymouth.